# فريق التخطيط شتيلدورف
فريق التخطيط شتيلدورف (بالألمانية: Planungsgruppe Stieldorf) كانت مجموعة من المهندسين المعماريين الألمان في سنوات السبعينات والثمانينات من القرن الماضي.

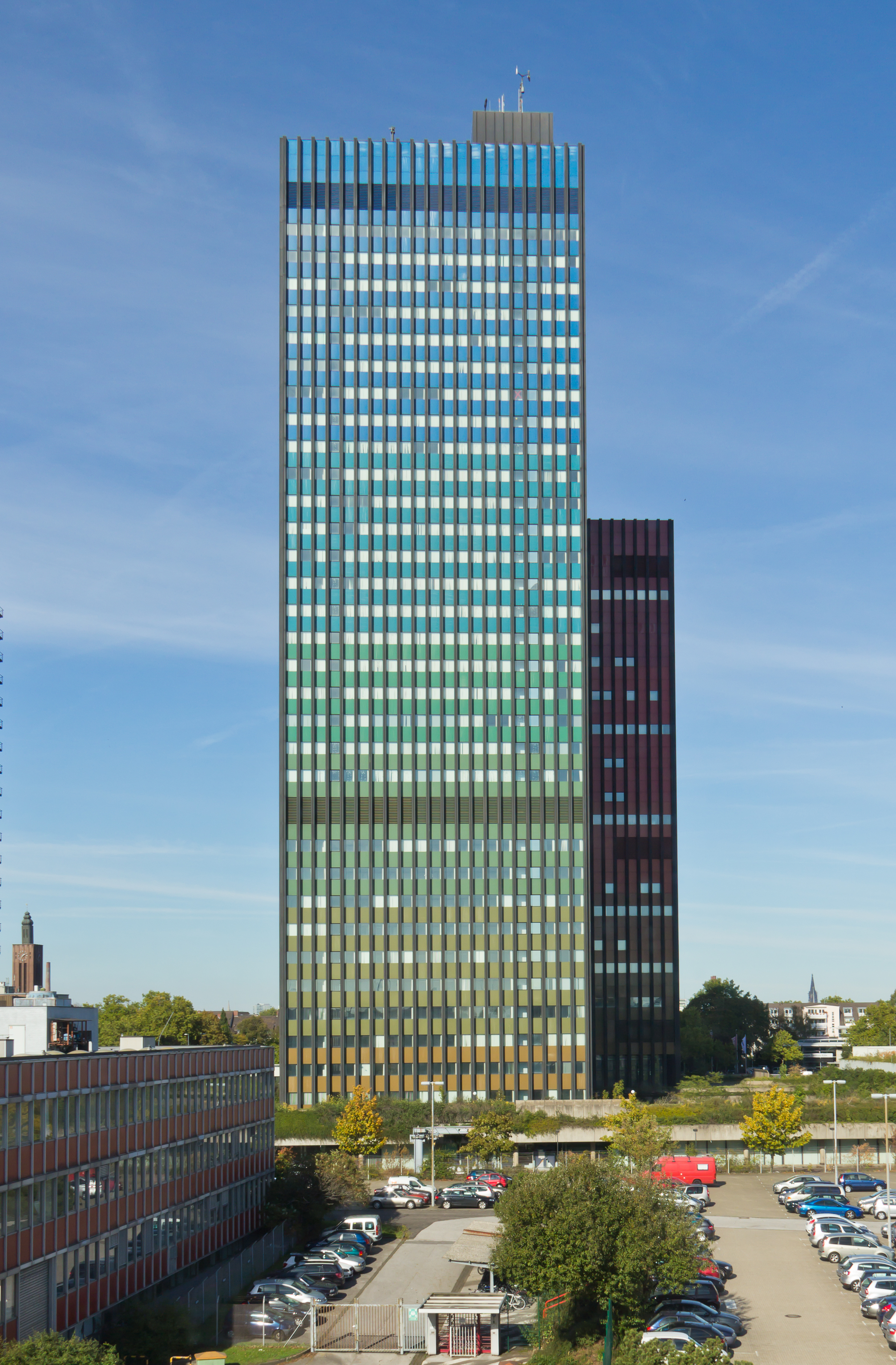
المبنى السابق لإذاعة صوت ألمانيا في كولونيا

## تاريخ
في بداية الستينات، وبعد استقالة المستشار الاتحادي كونراد أديناور وبناء جدار برلين تم التخطيط لأول مرة لبناء مباني حكومية كبيرة في العاصمة المؤقتة بون واستخدامها، هناك كانت جميع الوزارات والسلطات الاتحادية غير كافية من حيث عدد المباني وكان بعضها يستأجر بيتا كبيراً. وتم تشكيل مجلس استشاري من الأساتذة المعماريين زيب روف، إيغون إيرمان، وباول باومغارتن كي تبدأ الحكومة بوضع تخطيط لبناء حضري. أوصى الأساتذة الثلاث عدد من المهندسين المعماريين الشباب للحضور إلى بون، للمساعدة في اتخاذ القرار.
بعد الانتهاء من الأعمال عام 1968 أسس ثلاثة مهندسين معماريين وهم مانفريد أدامس، غونتر هورنشو، وبيتر تورلر مكتب فريق التخطيط أ. أش .تي وكان مقرها في شتيلدورف، وهي مقاطعة تابعة لمدينة كونيغسفينتر. بعد عام واحد زاد عدد الشركاء إلى خمسة عندما انضموا مع جورج بوليش، وروبرت غلاتسر وتم تغيير الاسم إلى فريق التخطيط شتيلدورف.
أهم المباني التي أُوكلت لها
- الوزارات الاتحادية، باد غودسبورغ 1970.
- مصلحة المستشار الاتحادي، بون 1972.
- مبنى إذاعة صوت ألمانيا، كولونيا 1974.
- تست دي أف مركز البث، ماينس-ليرشنبرغ 1974.

إضافة إلى هذه المباني الحكومية الكبيرة، أُوكلت لها أيضاً مشاريع لعمل وحدات سكنية، مراكز البلدية، وكنائس، ومباني تجارية.
في بداية الثمانينات من القرن الماضي وصل عدد العاملين في فريق التخطيط إلى حوالي 100 موظف.
‌